# Endotoxin

Gram-negatív baktérium sejtfala felül lipopoliszacharid endotoxin láncokkal.

Az endotoxin („belső méreg”) egyes baktériumok testében található, de a testükön kívülre ki nem választott mérgező anyag. Különösen gyakori az élősködő életmódot folytató, patogén baktériumfajok esetében.
A Gram-negatív baktériumok külső membránjában található lipopoliszacharidok (vagy lipooligoszacharidok) jellemzően mérgezőek (toxikusak). A baktériumok e toxinokat nem választják ki, tehát ezek nem szabadulnak ki a gazda testébe, amíg a baktérium él.
A Listeria monocytogenes egy emberben igen elterjedt kórokozó Gram-pozitív baktérium, amely szintén endotoxint tartalmaz, de ennek kémiai jellege nem lipopoliszacharid.
Különösen heves immunválasz, vagy például erőteljes antibiotikum kezelés esetén azonban az elpusztuló baktériumokból kiszabaduló endotoxinok a véráramba kerülve szeptikus sokkot okozhatnak, melynek jellemző tünetei a láz, a felgyorsult légzés és a vérnyomás esése. Szélsőséges esetben akár halált is okozhat. Már nagyon alacsony koncentrációban is hatnak. Egereknél LD50 értékük 200-400 µg.
Emberben és háziállatokban ilyen betegség lehet például az Escherichia coli vagy a Coxiella burnetii által okozott endotoxicosis (vagy endotoxaemia).
A hőálló eszközök, berendezések öt órán át tartó 200 Celsius-fokos hevítéssel, a nem hőállók 15 órás 1 moláris nátronlúgos kezeléssel mentesíthetők az endotoxinok hatásától.